# Armistead Maupin
Armistead Maupin (Washington D. C., 13 de Maio de 1944) é um escritor norte-americano, reconhecido pela sua série de livros Tales of the City (br: Histórias de São Francisco, pt: Contos da cidade).

## Obras

### Tales of the City
- Tales of the City. New York: Harper & Row. 1978. ISBN 0-06-090654-5
- More Tales of the City. New York: Harper & Row. 1980. ISBN 0-06-090726-6
- Further Tales of the City. New York: Harper & Row. 1982. ISBN 0-06-014991-4
- Babycakes. New York: Harper & Row. 1984. ISBN 0-06-015262-1
- Significant Others. New York: Harper & Row. 1987. ISBN 0-06-096408-1
- Sure of You. New York: Harper & Row. 1989. ISBN 0-06-016164-7
- Michael Tolliver Lives. New York: HarperCollins. 2007. ISBN 978-0-06-076135-6
- Mary Ann in Autumn. New York: HarperCollins. 2010. ISBN 978-0-06-147088-2
- The Days of Anna Madrigal. New York: HarperCollins. 2014. ISBN 978-0-06-219624-8

### Outros romances
- Maybe the Moon. New York: HarperCollins. 1992. ISBN 0-06-016552-9
- The Night Listener. New York: HarperCollins. 2000. ISBN 0-06-017143-X